# Kurupung River
Kurupung River är ett vattendrag i Guyana.   Det ligger i regionen Cuyuni-Mazaruni, i den nordvästra delen av landet, 230 km väster om huvudstaden Georgetown.